# عزيز كردي
عزيز كردي (بالكردية: عەزیز گەردی) (1947 - 6 يونيو 2022)، هو كاتب ومترجم كردي من كردستان العراق. قام بترجمة العديد من الروائع العالمية إلى اللغة الكردية السورانية. تخرج كردي من قسم اللغة الفرنسية في جامعة بغداد حيث حصل على درجتي الماجستير والدكتوراه عام 1994.

## حياته
عزيز أحمد عبد الله، وشهرته عزيز كَردي، من مواليد أربيل عام 1947، ولم يتزوج. بدأ عزيز كَردي مسيرته مع التأليف والترجمة في ستينيات القرن العشرين، وتميز بشكل خاص في مجال الترجمة، كان عزيز كَردي ضليعاً باللغة الكردية ويجيد اللهجات الكرمانجية العليا والدنيا والهورامية، وإلى جانب ذلك كان يجيد أربع لغات عالمية، فقد تخرج في قسم اللغة الفرنسية بجامعة بغداد وكان يجيد الإنكليزية والعربية والفارسية.

## وفاته
وافته المنية يوم الإثنين 6 يونيو 2022، بعد تعرضه لوعكة صحية، عن عمر ناهز 74 عاما.

## من مؤلفاته
نشر باكورة أعماله ما بين سنتيّ 1968 و1969 وكان كتاباً في البلاغة، ثم جاءت أعماله: الأدب المقارن والنثر الكردي ودليل الشعر الكلاسيكي الكردي وغير ذلك.